# Worów
Worów – wieś sołecka w Polsce położona w województwie mazowieckim, w powiecie grójeckim, w gminie Grójec, nad Molnicą.
Wieś duchowna Worowo położona była w drugiej połowie XVI wieku w powiecie grójeckim ziemi czerskiej województwa mazowieckiego. W latach 1975–1998 miejscowość administracyjnie należała do województwa radomskiego.
Worów jest siedzibą parafii pod wezwaniem Najświętszego Serca Pana Jezusa, należącej do dekanatu grójeckiego, archidiecezji warszawskiej. Wg Słownika Geograficznego do parafii tej należała między innymi Łatanka oraz Łęgacz.